# Список умерших в 586 году

## Февраль
- 24 февраля — Претекстат Руанский, архиепископ Руана (549—586), святой.

## Дата смерти неизвестна или требует уточнения
- Баэтан мак Ниннедо, возможно, король Кенел Конайлл (569—586), а также верховный король Ирландии (572—586).
- Бруде I, король пиктов (560—584/586).
- Гваллог ап Ллаенног, король Элмета (560—586).
- Герменегильд, старший сын короля вестготов Леовигильда.
- Ингунда, жена Герменегильда, старшего сына вестготского короля Леовигильда.
- Иоанн Эфесский, епископ Асийский.
- Кандида Младшая, чудотворица неаполитанская.
- Леовигильд, король вестготов (568/569—586).
- Моркант Фулх, король Бринейха (до 547) и король Гододина (ок. 560—ок. 586).
- Рин ап Майлгун, король Гвинеда (547—586).
- Уриен, король Регеда (ок. 570—586).